# Русятино
Русятино — село в Заокском районе Тульской области России.
В рамках административно-территориального устройства является центром Русятинского сельского округа Заокского района, в рамках организации местного самоуправления включается в Малаховское сельское поселение.

## География
Расположено в 65 км к северу от Тулы, в 40 км от Алексина и 6 км к юго-востоку от районного центра пгт Заокский и железнодорожной станции Тарусская. В селе имеется фельдшерский пункт (ул. Болотова. 16) и школа. В Русятино 9 улиц: Болотова, Новая, Фермерская, Заречная, Овражная, Котово, Руднева, Никитина, Тимофеевская.

## История
Деревня располагалась в Алексинском уезде Тульской губернии. Год основания деревни, ровно и происхождение названия — не известно. Деревянный храм в селе во имя святого Чудотворца Николая, построен неизвестно когда. Был обновлён (1890) на средства церкви и прихожан. Князья Горчаковы отлили в дар небольшой колокол с надписью: «В дар церкви святого Николая Чудотворца в селе Русятине от князя Василия Дмитриевича Горчакова». Приход церкви состоял из деревень: Дворяниново, Костова, Злобина и Морлошина, с общим числом населения: 572 чел. мужского пола и 644 человека женского. Притч состоял из священника и псаломщика. В собственности церкви числилось 36 десятин земли. В селе было (1884) училище ведомства Министерства народного просвещения.

## Население
| 1859 | 1915 | 2002 | 2010 |
| ---- | ---- | ---- | ---- |
| 61   | ↗131 | ↗581 | ↗626 |